# Chu Tư vương
Chu Tư Vương (chữ Hán: 周思王; trị vì: 441 TCN hoặc 440 TCN ), tên thật là Cơ Thúc, là vị vua thứ 30 của nhà Chu trong lịch sử Trung Quốc.
Ông là con trai của Chu Trinh Định Vương – vua thứ 28 nhà Chu và là em của Chu Ai Vương – vua thứ 29 nhà Chu.
Năm 441 TCN, cha ông là Trinh Định Vương mất, Chu Ai vương lên ngôi. Được 3 tháng thì Cơ Thúc Tập giết anh để giành ngôi vua, tức là Chu Tư vương.
Tư vương ở ngôi cũng chỉ có năm tháng, lại bị em là Cơ Nguy giết chết để tranh ngôi, tức là Chu Khảo Vương.